# Копеки, Лотте
Лотте Копеки (нем. Lotte Kopecky; род. 10 ноября 1995, Рюмст, Фламандский регион) — бельгийская профессиональная велогонщица. С середины 2010-х годов стала лидирующей велогонщицей в Бельгии как на треке так и на шоссе.

## Спортивная карьера
Лотте Копеки начала заниматься велоспортом в возрасте девяти лет, в то время когда её брат Сеппе (1993—2023) участвовал в гонках по велокроссу, и она последовала его примеру. Позднее посещала лучшую спортивную школу, где ей удавалось совмещать уроки и тренировки. Поскольку велокросс не является олимпийским видом спорта, вскоре она сосредоточилась на трековом и шоссейном велоспорте.
В 2010 году Копеки завоевала свои первые национальные титулы, став чемпионкой Бельгии среди юниоров в одиночной гонке[уточнить] на треке и в индивидуальной гонке на шоссе. В 2013 году стала чемпионкой Европы среди юниоров в гонке преследования и гонке по очкам.
В 2016 году Лотте Копеки была заявлена на летние Олимпийские игры в Рио-де-Жанейро для участия в шоссейных соревнованиях. В возрасте 20 лет она стала самой молодой участницей индивидуальной и групповой гонки. В групповой гонке провела в отрыве 65 километров с преимуществом до четырёх минут над пелотоном, но в итоге финишировала 45-й. В индивидуальной гонке финишировала 21-й. В том же году Копеки завоевала свой первый элитный титул, когда вместе с Жольен Д'Ор выиграла золотую медаль на чемпионате Европы по трековому велоспорту в мэдисоне, которые впервые проводились для женщин. В следующем году спортсменки сноа вместе завоевали титул чемпионок мира в этой дисциплине.
В 2018 году Копеки выиграла на Тура Бельгии один из этапов и очковую классификацию, заняв третье место в общем зачёте. В следующем году она вместе с Жольен Д'Ор выиграла мэдисоне на этапе Кубка мира по трековом велоспорту в Кембридже. В 2020 и 2021 годах стала двукратной чемпионкой Бельгии в групповой и индивидуальной гонках. Выиграла один из этапов Джиро д’Италия Донне в 2020 году и общий зачёт Тура Бельгии в 2021 году. В 2021 году она стала чемпионкой мира в гонке по очкам на треке.
В сезоне 2022 года Копеки перешла в команду SD Worx, где провела свой самый успешный год на сегодняшний день. Выиграла Страде Бьянке Донне, опередив на финише Аннемик ван Влёйтен, свою первую однодневную гонку в UCI Women’s WorldTour, а вскоре после этого — Тур Фландрии. Заняла второе место в женской гонке Paris-Roubaix. Стала чемпионкой Бельгии в индивидуальной гонке и выиграла один из этапов Вуэльты Бургоса. В сентябре того же года заняла второе место в на чемпионате мира по шоссейному велоспорту в групповой гонке. Она также добилась успеха на треке: стала чемпионкой Европы в гонке на выбывание, а затем двукратной чемпионкой мира в гонке на выбывание и вместе с Шари Боссюит в мэдсоне.
В феврале 2023 года Копеки стала чемпионкой Европы по трековому велоспорту в гонке на выбывание, а примерно через две недели выиграла гонку Мирового тура Омлоп Хет Ниувсблад. На Страде Бьянке Донне в фиишном спринте уступила партнёрши по команде Деми Воллеринг. Она повторила свою прошлогоднюю победу на Туре Фландрии, оторвавшись от последних попутчиков за шесть километров до финиша. Выиграла холмистый 1-й этап Тур де Франс Фамм 2023 года, сохранила лидерство в общем зачёте до предпоследнего этапа с подъёмом на Турмале, где она заняла шестое место и уступила лидерство Воллеринг. Финишировав третьей на заключительном этапе который проходил в формате индивидуальной гонки, завершила Тур на втором месте в общем зачёте и стала победительницей в очковой классификации. Две недели спустя выиграла чемпионат мира по шоссейному велоспорту в Глазго.
На чемпионате Европы 2024 года по трековому велоспорту в январе того же года стала двукратной чемпионкой Европы, выиграв гонки по очкам и на выбывание, которые проходили одна за другой; также завоевала серебро в мэдисоне вместе с Катрин де Клерк. В начале февраля выиграла этап на Джабаль Хафит и общий зачёт в своей первой шоссейной гонке сезона, Туре ОАЭ. В апреле 2024 года Копеки выиграла Париж — Рубе Фамм.
В июле 2024 года Копеки была заявлена для участия в летних Олимпийских играх 2024 года в Париже. Заняла шестое место индивидуальной гонке с раздельным стартом; а чуть больше недели спустя завоевала бронзу в групповой гонке.

### Рейтинги
| Год                 | 2014  | 2015  | 2016 | 2017 | 2018 | 2019 | 2020 | 2021 | 2022 | 2023 | 2024 |
| ------------------- | ----- | ----- | ---- | ---- | ---- | ---- | ---- | ---- | ---- | ---- | ---- |
| Мировой рейтинг UCI | 315-й | 121-й | 54-й | 41-й | 49-й | 13-й | 8-й  | 8-й  | 4-й  | 2-й  | 1-й  |
| Мировой тур UCI     |       |       | 90-й | 51-й | 91-й | 17-й | 5-й  | 16-й | 6-й  | 3-й  | 1-й  |
|                     |       |       |      |      |      |      |      |      |      |      |      |
| Источник: UCI       |       |       |      |      |      |      |      |      |      |      |      |